# 타루루
타루루는 만화 케로로 중사의 등장 인물이다.

## 인물
첫 등장은 올챙이였지만 2기 마지막3편(101~103화)에서는 꼬리가 떨어진 어른이 되고 사부인 타마마보다 계급이 더 높아진다. 눈은 타원형이며 점눈이고 피부색은 하늘색에 모자는 흰색이다. 그리고 얼굴에 주근깨가 있다.

### 타마마의 제자이며 라이벌
올챙이 시절인 1기때부터 가끔 지구로 날아와 타마마에게 스트레스를 주던 타루루는 2기마지막 3편(101~103화)서 어른이 되어 가루루소대원의 임무로써 사부와 전투를 벌여 '타루루 제노사이드 EX'로써 한방에 타마마를 물리친다. 타마마는 쓰러지고 나서야 처음부터 타루루가 '사부'가 아닌 '선배'라고 부르고 있었다는 것을 인식한다. 하지만 후에 슈퍼 장수 풍뎅이가 준 파워로 부활한 타마마에게 응징당하고는 타루루는 다시 타마마를 사부라고 부른다.

### 필살기
다들 잘 아는 타루루 제노사이드다.뒤에 EX,GX,DX를 붙여 파워를 업한다 하지만 자세히 보면 어딘지 모르게 많이 본 기술 같은데 바로 타마마의 눈에서 빔과 비슷하다
즉,타루루의 필살기는 사부인 타마마의 눈에서 빔을 개량해 한층 더 강화한 기술인셈이다

### 내공기와 격투의 달인
타마마의 제자답게 내공기인 타루루 제노사이드와 다양한 격투무술에 통달한 타루루. 내공기 타루루 제노사이드는 EX,GX,DX,를 붙여 파워업시키고 타마마와 격투시에 앞에 붙인 샤이닝은 그다지 파워업에는 도움이 되지 않는다. 또한 상대를 입자로 분해하여 지정된 컴퓨터에 컴퓨터 코드로 바꿔 가두는 입자 분해파도 사용한다.

### 뒤끝없는 성격
케로로소대와 대결 이후 쿠루루에게 이를 바득바득 갈고있는 토로로와 예전부터 제로로(도로로)에게 이를 갈던 조루루와는 달리 타루루는 원작에서 대결 후에 오히려 카라라와 치로로에게 "케로로소대는 가루루소대보다 더 강하고 멋졌다."라고 말하며 여전히 호의적인 태도를 보였다.

## 타루루의 호칭 리스트
| 이름   | 타루루를 부를 때 호칭                       | 타루루가 부를 때 호칭                                  |
| ------ | ------------------------------------------- | ------------------------------------------------------ |
| 케로로 | (의료머신으로 잠시 대위가 됐을때)타루루상병 | (케로로가 의료머신으로 잠시 대위가 됐을때)케로로대위님 |
| 타마마 | 타루루,너                                   | 타마마 사부,사부,선배                                  |
| 기로로 | 너                                          | 기로로 하사                                            |
| 쿠루루 | 크크크                                      | 쿠루루 상사                                            |
| 도로로 | 타루루상등병                                | 도로로 병장                                            |
| 가루루 | 타루루, 타루루상등병                        | 가루루 중위님, 대장                                    |
| 푸루루 | 꼬맹이                                      | 푸루루 간호장교님                                      |
| 조루루 | 애송아, 혹은 야                             | 조루루병장님                                           |

## 같이 보기
- 케로로 중사
- 기로로 하사
- 타마마 이등병
- 쿠루루 상사
- 도로로 병장